# Aleksandar Matanović
Aleksandar Matanović (Belgrado, Reino de Yugoslavia, 23 de mayo de 1930-9 de agosto de 2023) fue un ajedrecista y escritor de ajedrez serbio (anteriormente yugoslavo), que ostenta el título de Gran Maestro desde 1955.
Aunque llevaba más de veinte años que estaba retirado de la competición, en la lista de ELO de la FIDE de julio de 2011, tenía un ELO de 2490 puntos, lo que le hacía el jugador número 27 de Serbia. Su máximo ELO fue de 2665 puntos, en la lista de julio de 2009 (posición 67 en el ranking mundial).

## Trayectoria como ajedrecista
Matanović fue Campeón Junior de Yugoslavia en 1948, y tres veces Campeón de Yugoslavia absoluto , en 1962 (junto con Dragoljub Minic), en 1969 y en 1978. Fue 2º los años 1951, 1956, 1959 y 1967.
Sus mejores resultados en torneos incluyen un 2º en el Torneo Zonal de Vrnjacka Banja en 1967, 1º en Opatija en 1953, 2º en Belgrado en 1954, 1º en Hamburgo en 1955, 1º en Beverwijk en 1957, empatado en el primer lugar en Buenos Aires en 1961, 1º en Zevenaar en 1961, 2º en Jerusalén en 1964, y 5º en el destacado Torneo de Montecarlo (por detrás de los jugadores de élite mundial Fischer, Smyslov, Géler y Larsen).
Su mejor ranking ELO histórico se ha estimado en 2698 puntos, en octubre de 1956, momento en que tenía veintiséis años, lo que lo situaría en 15º puesto mundial en esa fecha. Según Chessmetrics, fue el 14º mejor jugador mundial en enero de 1958.
Asimismo, fue comentarista de radio, escritor de libros de Ajedrez, y Editor Jefe de la compañía Chess Informant (Informador ajedrecístico).

## Obras
- Matanovic, Aleksandar, Enciclopedia de aperturas de ajedrez (cinco volúmenes), Chess Informant.

- Enciclopedia de finales de ajedrez (cinco volúmenes)